# Whithorn

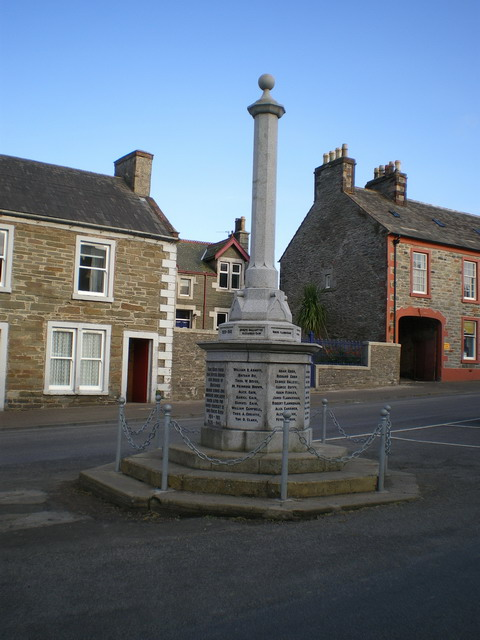
Memoriale di guerra a Whithorn

Whithorn (in gaelico scozzese, Taigh Mhàrtainn) è un villaggio  (e un tempo burgh) della Scozia sud-occidentale, facente parte dell'area amministrativa di Dumfries e Galloway (contea tradizionale: Wigtownshire e situato nella penisola di Machars; conta una popolazione di circa 800 abitanti.
Il villaggio, legato alla figura di San Niniano, santo vissuto nel V secolo, è considerato la "culla" del Cristianesimo in Scozia. Nel villaggio hanno soggiornato vari re e regine.

## Geografia fisica
Whithorn si trova nell'estremità meridionale della penisola di Machars,  (parte sud-occidentale dell'area amministrativa di Dumfries e Galloway)  in prossimità della costa che si affaccia sul Mare d'Irlanda , a pochi chilometri a sud di Newton Stewart e Wigtown  .

## Origini del nome
Il toponimo Whithorn deriva da quello della chiesa costruita in loco da San Niniano, chiamata in latino Candida Casa ("Casa Bianca"), nome poi tradotto in anglosassone come Hvitærn.

## Storia
Nel V secolo, arrivò da Roma a Whithorn San Niniano, che costruì in loco la prima chiesa in Scozia. San Niniano morì a Whithorn nel 431 e fu sepolto nella chiesa locale.

## Monumenti e luoghi d'interesse
Gran parte degli edifici di Whithorn risalgono all'epoca delle guerre napoleoniche, periodo in cui fu intrapresa una vasta opera di ristrutturazione del centro cittadino.
Tra i monumenti principali di Whithorn, figurano la cattedrale e il priorato, realizzati alla fine del XII secolo.

## Società

### Evoluzione demografica
Al censimento del 2011, Whithorn contava una popolazione pari a 829 abitanti. Il villaggio ha quindi conosciuto un calo demografico, rispetto al 2001, quando contava 867 abitanti, e al 1991, quando ne contava 952.

## Geografia antropica

### Suddivisioni amministrative
Dell'antica parrocchia civile di Whithorn faceva parte un tempo anche il villaggio di Isle of Whithorn.

## Sport
- La squadra di calcio locale è il Whithorn Football Club.[8]